# میچ بوث
میچ بوث (انگلیسی: Mitch Booth؛ زادهٔ ۴ ژانویهٔ ۱۹۶۳) قایقران قایق بادبانی اهل استرالیا است.